# Dekanat Neumarkt in der Oberpfalz
Das Dekanat Neumarkt in der Oberpfalz ist ein Dekanat der römisch-katholischen Kirche im Bistum Eichstätt. Im Dekanat leben rund 68.143 Katholiken auf etwa 741 km². Territorial umfasst das Dekanat den westlichen Teil des Landkreises Neumarkt in der Oberpfalz. Es wurde am 12. Juni 2011 aus den ehemaligen Dekanaten Berching und Neumarkt gegründet. Erster Dekan war Monsignore Richard Distler und sein Nachfolger war Artur Wechsler. Seit 2024 ist Stefan Wingen Dekan. Es gehören 28 Pfarreien zum Dekanat Neumarkt. Am Ostersonntag, dem 16. April 2017 wurde das Dekanat in dreizehn Pastoralräumen organisiert.

## Liste der Pfarreien
- Pfarrverband Neumarkt Hofkirche-Hl. Kreuz-Pelchenhofen (9141 Katholiken):
  - Hl. Kreuz, Pelchenhofen
  - Zu unserer lieben Frau (Hofkirche)
- Pfarrei Neumarkt Münsterpfarrei St. Johannes (8638 Katholiken):
  - St. Johannes, Neumarkt
- Pfarrverband Neumarkt-West (6813 Katholiken):
  - Pölling
  - Woffenbach
- Pfarrverband Freystadt (6708 Katholiken):
  - Burggriesbach
  - Forchheim
  - Freystadt
  - Möning
  - Mörsdorf
  - Sondersfeld
  - Thannhausen
- Pfarrverband Postbauer-Heng-Pyrbaum-Seligenporten (6557 Katholiken):
  - Postbauer-Heng
  - Pyrbaum
  - Seligenporten
- Pfarrverband Berching (6232 Katholiken):
  - Berching
  - Holnstein
  - Pollanten
  - Staufersbuch
  - Waldkirchen
  - Weidenwang
- Pfarrverband Berg (6232 Katholiken):
  - Berg
  - Gnadenberg
  - Hausheim
  - Sindlbach
  - Stückelsberg
- Pfarrverband Dietfurt (4155 Katholiken):
  - Dietfurt
  - Eutenhofen
  - Hainsberg
  - Staadorf
  - Töging
- Pfarrverband Berngau-Reichertshofen (4126 Katholiken):
  - Berngau
  - Reichertshofen
- Pfarrverband Deining (3361 Katholiken):
  - Deining
  - Döllwang
  - Großalfalterbach
  - Waltersberg
- Pfarrverband Breitenbrunn (2452 Katholiken):
  - Breitenbrunn
  - Gempertshausen
  - Kemnathen
- Pfarrverband Mühlhausen-Sulz (2443 Katholiken):
  - Wappersdorf-Mühlhausen
  - Sulzbürg
- Pfarrverband Plankstetten-Oening-Kevenhüll (1933 Katholiken):
  - Kevenhüll
  - Oening
  - Plankstetten